# Branche de cerisier dans un verre
Branche de cerisier dans un verre (en russe : Черёмуха в стакане) est une des œuvres les plus connues du peintre soviétique Kouzma Petrov-Vodkine, réalisée dans le genre nature morte et datant de la période des années 1930. C'est une peinture à l'huile sur toile dont les dimensions sont 73 × 60 cm. Elle fait partie des collections du Musée russe, à Saint-Pétersbourg. 

## Histoire
Branche de cerisier dans un verre a été réalisé dans la ville de Pouchkine, près de Léningrad, en mai-juin 1932. C'est probablement le dernier tableau de Petrov-Vodkine terminé avant son départ pour le pays natal à Khvalynsk, où il vit du 15 juillet 1932 à septembre de la même année. On sait qu'il a également travaillé durant cette période sur un croquis d'une peinture qui lui avait été commandée portant sur Les Commandants de l'Armée rouge.
Il s'agit d'une nature morte dont le peintre étudie attentivement, comme il procédait généralement, la diversité des formes des sujets représentés. Et il reste ici fidèle à ses prédilections. Sa technique caractéristique est celle de l'opposition de différentes surfaces de textures : les unes à textures mates telles celles de la boîte d'allumettes, la nappe, les fleurs de cerisier en grappes, la couverture de revue, les enveloppes de lettres ; les autres à textures lisses et brillants : les objets fabriqués par l'homme en verre, en métal ou en porcelaine. Petrov-Vodkine reprend aussi des objets qu'il a déjà choisis dans d'autres tableaux, tels Nature morte matinale (1918) et Nature morte avec des lettres (1925)  : le verre, la boîte d'allumettes, la soucoupe. La dominante des couleurs dans ce tableau est un contraste du bleu et du rouge, les couleurs habituelles du peintre. 
L'artiste représente des objets disposés sur une table et vus d'en haut. Leur emplacement se fixe de manière précise dans les yeux du spectateur qui les observe « comme sur la paume de sa main ». La clarté particulière de l'image donne naissance à un sentiment de joie de contempler la toile. Les objets sont bien séparés et ne s'occultent pas les uns les autres. Les faces polies de l'encrier et le verre dans lequel est trempée la branche de cerisier compliquent l'image visible et rendent compte des aspects invisibles de l'artiste. Le choix d'un ensemble d'objets sans prétention porte les signes d'une réalisation à une époque personnelle difficile pour le peintre.
Le tableau Branche de cerisier dans un verre a été présenté lors de nombreuses expositions et dans de nombreuses publications, consacrées à la créativité de Petrov-Vodkine (1878-1939), dont la première monographie de A. Galouchkina sur son œuvre et celles qui ont suivi de V. Kostine (1966) et de I. Poussakov (1986). 

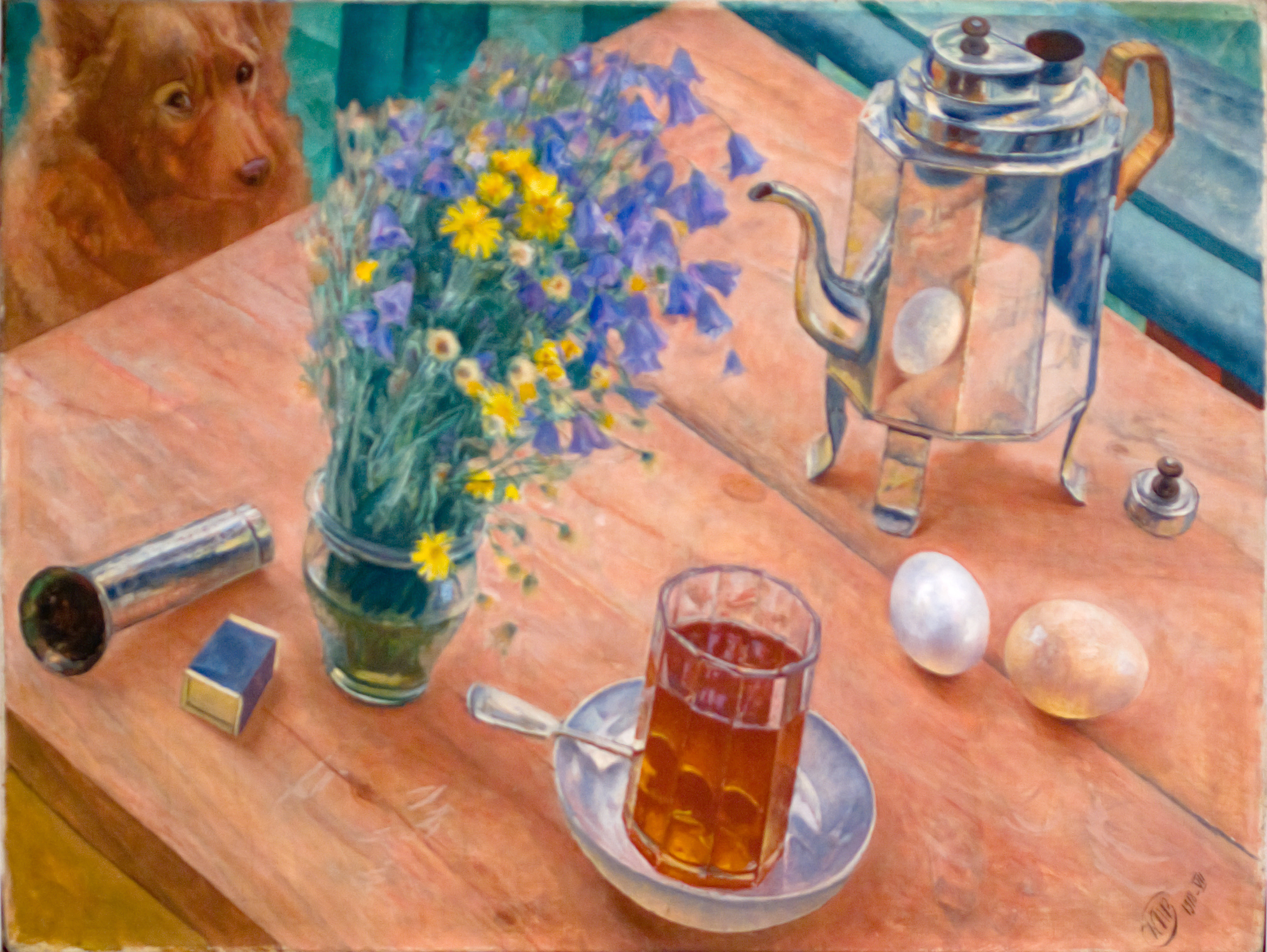
Petrov-Vodkine, Nature morte matinale (1918)

## Appréciation
Petrov-Vodkine aime aiguiser dans ses natures mortes la perception des objets familiers avec des angles inattendus, ici un espace incliné, ou encore des constructions en perspective curvilignes pour faire voir le monde d'un regard nouveau. Il proclamait aussi que « la nouvelle vision des choses se marque par l'absence de lignes horizontales et verticales ».   